# Endophytus anemones
Endophytus anemones är en stekelart som först beskrevs av Erich Martin Hering 1925.  Endophytus anemones ingår i släktet Endophytus, och familjen bladsteklar. Arten är reproducerande i Sverige.